# Шмит, Альфред
| Открытые астероиды: 4 | Открытые астероиды: 4 |
| --------------------- | --------------------- |
| 1215 Boyer            | 19 января 1932        |
| 1614 Goldschmidt      | 18 апреля 1952        |
| 1622 Chacornac        | 15 марта 1952         |
| 3156 Ellington        | 15 марта 1952         |

Альфред Шмит (фр. Alfred Schmitt; 30 ноября 1907 — 2 апреля 1975) — французский астроном и первооткрыватель астероидов, который в 30-е — 40-е годы работал в Алжирской обсерватории, а с 1949 года начал работать в Королевской обсерватории Бельгии. Им было обнаружено в общей сложности 4 астероида, первый в 1932 году в Алжирской обсерватории, а остальные три в 1952 году в обсерватории Бельгии. Женился на своей коллеге — женщине-астрономе Одетте Банкильон примерно между 1940 и 1948 годом. С 1955 по 1958 год был директором Астрономической обсерватории в Кито. Вышел на пенсию в 1973 году.
Свой первый астероид он назвал в честь своего коллеги Луи Буайе, а тот в свою очередь в знак признания заслуг Альфреда Шмита один из своих астероидов назвал в честь него (1617) Альшмитт.